# 老子 (小惑星)
老子（ろうし / ラオ・ツェー、7854 Laotse）は、小惑星帯の小惑星である。パロマー天文台のトム・ゲーレルスとライデン天文台のファン・ハウテン夫妻が発見した。
古代中国の思想家、老子に因んで名付けられた。